# Stefan Blom
Sven Stefan Blom, född 23 november 1962, är en svensk tidigare bandyspelare. Hans moderklubb var Ljusdals BK, och han spelade i klubben under större delen av sin karriär.
Blom spelade under sin karriär för Ljusdals BK, IFK Vänersborg, Bollnäs GoIF och Brobergs IF.